# Aleksander Zwierko
Aleksander Zwierko, ps. „Okoń” (ur. 27 maja 1924 w Nowogródku, zm. 27 lipca 2003 w Łodzi) – polski architekt i urbanista, żołnierz AK, członek SARP.

## Życiorys
Aleksander Zwierko uczył się w Szkole Powszechnej Sióstr Nazaretanek, którą ukończył w 1938 r. z wyróżnieniem. Następnie rozpoczął naukę w gimnazjum im. A. Mickiewicza w Nowogródku jednocześnie będąc ministrantem w Białej Farze. W 1944 r. wstąpił do Armii Krajowej do oddziału „Bogdanka”, przyjmując pseudonim „Okoń”. Po wojnie w ramach repatriacji osiedlił się z rodziną w Bydgoszczy, gdzie ukończył szkołę średnią. W 1951 r. ukończył studia na Wydziale Architektury Politechniki Wrocławskiej. We Wrocławiu do 1955 r. zajmował się rekonstrukcjami zniszczonych w trakcie wojny budynków, ponadto zaprojektował wówczas ok. 80 budynków, w tym: Zakładów Górniczo-Hutniczych w Bolesławiu, Zakładów im. F. Dzierżyńskiego w Tarnowie i Zakładów Hutniczych „Chrzanów”. Następnie w 1955 r. został projektantem „Miastoprojektu” w Łodzi, w ramach którego projektował łódzkie wieżowce, w tym m.in. Śródmiejską Dzielnicę Mieszkaniową, „Orion Business Tower”, „Cetebe” oraz „Confexim”. W 1981 r. porzucił projektowanie i przeszedł na emeryturę. W 1989 r. opisał swoje wspomnienia o Ziemi Nowogródzkiej i Siostrach Nazaretankach, które opublikował w 2003 r. w książce „Wsłuchane w sygnały ziemi nowogródzkiej”.
W 1969 r. został odznaczony Krzyżem Kawalerskim Orderu Odrodzenia Polski, a w 1970 r. zdobył Nagrodę Miasta Łodzi.
Pochowany został w części rzymskokatolickiej Starego Cmentarza w Łodzi.

## Realizacje
- Zakładów Górniczo-Hutniczych w Bolesławiu;
- Zakłady im. F. Dzierżyńskiego w Tarnowie;
- Zakłady Hutnicze „Chrzanów”;
- Pawilon „Kapelusz Pana Anatola” na osiedlu Kurak w Łodzi;
- Domy Handlowe „Juventus” i „Hermes” w Łodzi[5];
- wieżowce w Łodzi, w sąsiedztwie al. Piłsudskiego (dawn. ul. Główna), ul. Piotrkowskiej, ul. Roosvelta i ul. Sienkiewicza, w tym m.in. „Orion Business Tower” (1966–1970);
- biurowce „Cetebe” i „Confexim” w Łodzi (1970);
- Śródmiejska Dzielnica Mieszkaniowa, tzw. „Manhattan”, w Łodzi (1972–1980).